# NGC 4432
NGC 4432 ist eine Balken-Spiralgalaxie vom Hubble-Typ SBbc im Sternbild Jungfrau auf der Ekliptik. Sie ist schätzungsweise 283 Millionen Lichtjahre von der Milchstraße entfernt und hat einen Durchmesser von etwa 75.000 Lichtjahren.
Im selben Himmelsareal befinden sich u. a. die Galaxien NGC 4423, NGC 4430, NGC 4453, IC 3414.
Das Objekt wurde am 22. März 1865 von Albert Marth entdeckt.